# 地主道夫
地主 道夫（じぬし みちお、1948年 - ）は、日本の建築家、元ミュージシャン。

## 来歴
横浜市生まれ。聖光学院中学校・高等学校を経て、東北大学工学部金属加工学科卒業。その後、早稲田大学理工学部建築学科に編入学し、同大を卒業。
高校時代にオフコースに参加、早大在学中の1971年に脱退した。
1973年に竹中工務店入社。2004年から同社営業本部専門役。
現在は同社を退社し、建築家として独立している。
銀座のメゾンエルメスや青山のプラダブティックの建築を手掛ける。2005年に日本建築学会賞を受賞。